# Панова, Александра Петровна
Панова Александра Петровна (12 (24) мая 1899 года — 8 октября 1981) — советская актриса театра и кино. Заслуженная артистка РСФСР (1940).

## Биография
В 1917 году окончила Московскую театральную студию при театре Е. Суходольской.
Играла в Московском театре Сатиры, Замоскворецком театре, в театрах миниатюр Москвы и Ленинграда, Театре обозрений Дома печати, в Театре ВЦСПС (Москва).
В 1936—1945 годах — актриса Ленинградского Большого драматического театра имени М. Горького, с 1945 года — в Театре-студии киноактёра в Москве.
В 1940 году была удостоена зания Заслуженный артист РСФСР.
Работала на дублировании фильмов и озвучании мультфильмов.

## Творчество

### Роли в театре

#### Большой драматический театр
- 1939 — «Дачники» М. Горького; режиссёр: Б. А. Бабочкин — Ольга Алексеевна

## Фильмография
- 1936 — Цирк — кассирша
- 1941 — Отец и сын
- 1946 — Старинный водевиль — Евпраксия Аристарховна Фырсикова
- 1948 — Молодая гвардия — Ефросинья Мироновна, мать Любови Шевцовой
- 1948 — Три встречи — Соломониха
- 1950 — Далеко от Москвы — секретарь Батманова
- 1950 — Кавалер Золотой Звезды — Марфа Любашёва
- 1951 — Сельский врач — Софья Саввишна
- 1954 — Тревожная молодость — Рогаль-Пионтковская
- 1956 — Обыкновенный человек — Параша, прислуга Ладыгина
- 1956 — Первые радости — Шубникова
- 1957 — Повесть о первой любви — Антонина Ивановна Болтянская, директор школы
- 1958 — Ночной гость — бабка Юля
- 1959 — Сверстницы — тетя Светланы
- 1960 — Серёжа — тётя Паша
- 1960 — Воскресение (1 серия) — Аграфена Петровна
- 1962 — Грешница — мать Ксении
- 1964 — Сказка о потерянном времени — старушка с авоськой
- 1965 — Сквозь ледяную мглу — Мать Смирнова
- 1969 — Преступление и наказание — Амалия Ивановна
- 1969 — Сюжет для небольшого рассказа — Евгения Яковлевна Чехова, мать Чехова
- 1970 — Кремлёвские куранты — нищая
- 1971 — Руслан и Людмила — мать Рогдая
- 1972 — Чиполлино — Графиня Вишня
- 1973 — Возле этих окон... — Елена Ивановна, профессор
- 1976 — Трын-трава — музейный работник
- 1977 — Усатый нянь — эпизод
- 1981 — Всем - спасибо!

### Озвучивание мультфильмов
1. 1950 — Волшебный клад — жена Галсана
2. 1951 — Лесные путешественники — Сойка
3. 1955 — Юля-капризуля — Ворона (нет в титрах)
4. 1956 — Лесная история — Ворона (нет в титрах)
5. 1960 — Машенька и медведь — Бабушка Маши
6. 1963 — Проверьте ваши часы — Единица
7. 1967 — Зеркальце — Ворона
8. 1967 — Песенка мышонка — Сорока
9. 1967 — Раз, два — дружно! — Сорока
10. 1968 — Чуня — Утка (нет в титрах)